# ANA 윙스
ANA 윙스(영어: ANA WINGS CO. LTD, 일본어: エーエヌエーウイングス)는 일본 도쿄도 오타구에 본사를 둔 지역 항공사로 일본 전 지역을 연결하는 국내선을 운영한다.

## 역사
- 2010년 10월 1일 : 에어닛폰네트워크를 존속하는 회사로 에어넥스트와 에어센트럴을 합병해 설립.[1]
- 2011년 1월 5일 : 오사카(이타미) ~ 오다테노시로, 이와미, 사가 국내선 노선과 나고야(주부) ~ 요나고, 도쿠시마 국내선 노선을 폐지.

## 운항 노선

### 홋카이도
- 하코다테 - 하코다테 공항
- 구시로 - 구시로 공항
- 나카시베쓰 - 나카시베쓰 공항
- 오조라 - 오조라 공항
- 리시리 - 리시리 공항
- 삿포로 - 신치토세 공항 허브
- 왓카나이 - 왓카나이 공항

### 혼슈
- 아키타 - 아키타 공항
- 아오모리 - 아오모리 공항
- 후쿠시마 - 후쿠시마 공항
- 고마쓰 - 고마쓰 공항
- 나고야 - 주부 국제공항 허브
- 니가타 - 니가타 공항
- 오사카 - 오사카 이타미 공항 허브
- 센다이 - 센다이 공항
- 도쿄 - 나리타 국제공항 허브

### 규슈
- 후쿠오카 - 후쿠오카 공항 허브
- 후쿠에 - 후쿠에 공항
- 가고시마 - 가고시마 공항
- 미야자키 - 미야자키 공항
- 오이타 - 오이타 공항
- 쓰시마 - 쓰시마 공항

### 류큐
- 나하 - 나하 공항

### 시코쿠
- 고치 - 고치 공항
- 마쓰야마 - 마쓰야마 공항

## 단항 노선

### 홋카이도
- 메만베쓰 - 메만베쓰 공항

### 혼슈
- 히로시마 - 히로시마 공항
- 이와쿠니 - 이와쿠니 비행장
- 키타아키타 - 키타아키타 공항
- 오카야마 - 오카야마 공항
- 오사카 - 간사이 국제공항
- 사카타 - 사카타 공항
- 도쿄 - 도쿄 국제공항
- 오시마 - 오시마 공항
- 돗토리 - 돗토리 공항
- 도야마 - 도야마 공항
- 요나고 - 요나고 공항

### 규슈
- 나가사키 - 나가사키 공항

### 류큐
- 이시가키 - 이시가키 공항
- 미야코지마 - 미야코지마 공항

## 보유 기종

### 현재 사용하는 기종
- 2025년 3월 기준으로 ANA 윙스는 다음과 같은 기종을 보유하고 있다.

## 사건 및 사고
- 전일본공수 1603편 동체착륙 사고

## 도장

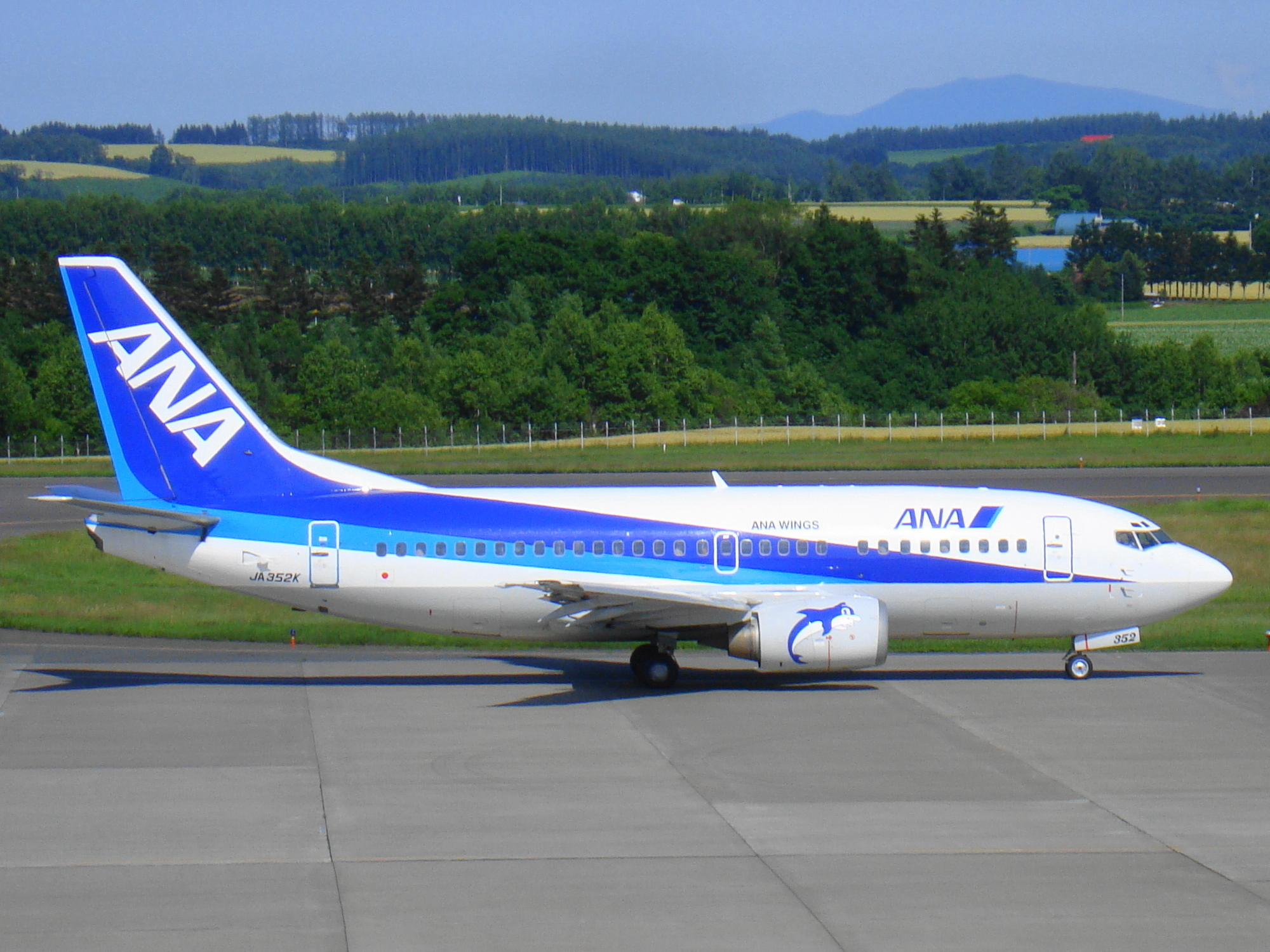
퇴역한 보잉 737-500 엔진에 돌고래가 그려진 모습

- ANA의 기본 도장에 "ANA WINGS"란 이름이 추가 되었다. 또한 지금은 퇴역한 보잉 737-500에 엔진 카울에 돌고래의 일러스트(애칭 "슈퍼 돌핀")가 그려져 있었다.